# Karl Toko-Ekambi
Pour les articles homonymes, voir Ekambi.
Karl Toko-Ekambi, né le 14 septembre 1992 à Paris, est un footballeur international camerounais jouant au poste d'attaquant.
Il est formé au Paris FC avec lequel il débute en professionnel en troisième division. Au terme d'une quatrième saison réussie, il s'engage avec le FC Sochaux-Montbéliard à l'échelon supérieur. Après deux années convaincantes en tant que meilleur buteur du club, il rejoint l'Angers SCO, en Ligue 1, où il est encore plus décisif et finaliste de la Coupe de France 2016-2017. Ses performances l'envoient en Espagne, au Villarreal CF, où il découvre la Ligue Europa. Un an et demi après, il revient en France avec un prêt à l'Olympique lyonnais durant la mi-saison 2019-2020. À l'issue du prêt, l'Olympique lyonnais lève l'option d'achat qui lui était assortie.
Capable d'évoluer en tant qu' attaquant de pointe ou en soutien voire sur l'aile droite ou gauche, Karl Toko-Ekambi est un attaquant rapide.
Sur le plan international, Toko-Ekambi décide de jouer pour l'équipe du Cameroun, bien qu'il possède également la nationalité française. Il débute avec les Lions indomptables en 2015. Deux ans après, il remporte la Coupe d'Afrique des nations puis participe à la Coupe des confédérations 2017. Il inscrit le 29 mars 2022 le but décisif face à l'Algérie qui envoie son équipe à la Coupe du monde au Qatar.

## Biographie

### Enfance et formation
Karl Toko-Ekambi grandit dans le XIIIe arrondissement de Paris. Sa mère travaille dans les assurances et son père est hôtelier à Douala. Il commence le football au Paris FC et y joue jusqu'en 16 ans nationaux où, à la suite d'une relégation et un genou mal soigné et douloureux, il décide d'arrêter de jouer. Scolarisé dans un internat de l'Eure, il ne joue plus qu'en salle avec ses amis dans un gymnase du XIIIe.
Il déclare début 2020 : « Je n'ai pas joué en club pendant un an et demi puis j'ai repris avec mes potes en U19 PH aux Gobelins (en 2008). Je me suis dit que je gâchais peut-être quelque chose et le Paris FC m'a repris après un essai ».
Avec les U19 du club de la capitale, il se révèle lors de la Coupe Gambardella 2010-2011 – avec l'élimination du PSG notamment. En janvier 2011, il signe un contrat fédéral longue durée (quatre ans et demi), à l'âge de 18 ans alors qu'il est déjà convoité par Brest, Sochaux ou Le Havre. Lors de cette saison 2010-2011, il est l'auteur de 21 buts : douze en championnat U19, trois en Gambardella, six avec l'équipe réserve senior en CFA 2.
Longtemps et jusqu'en 2015 alors qu'il joue encore au Paris FC en National, il fait partie d'un groupe de rap MZ sous le pseudo « MC Loka », avec ses amis d'enfance.

### Paris FC
Karl Toko-Ekambi joue son premier match professionnel durant la saison 2010-2011 de National. Il joue deux matchs lors de cette première saison.
Lors de sa seconde saison au Paris FC, après avoir raté son baccalauréat scientifique en septembre 2011, Toko-Ekambi s'installe dans l'équipe type. Il enchaîne huit titularisations sur les neuf derniers matchs de son équipe fin novembre 2011. L'attaquant a déjà trouvé le chemin des filets à huit reprises dont un quintuplé à Ris-Orangis, un but à Noisy-le-Sec hors-championnat, puis des buts à Niort et face à Bayonne en National. En championnat, il participe à 26 rencontres où il marque trois buts.
Durant la saison 2012-2013, il connait des débuts difficiles à cause de quelques blessures. Il parvient malgré tout à réaliser de bonnes performances, et à marquer quatre buts en quatorze matchs de championnat. En juillet 2013, il effectue un essai, non concluant, au Stade lavallois, avant de retourner au Paris FC.
C'est lors de la saison 2013-2014 qu'il commence réellement à s'imposer et devient le joueur clé de l'équipe. Il marque quatorze buts en vingt-sept matchs de championnat et termine second meilleur buteur. À la suite de cette saison très aboutie, il attire les convoitises de plusieurs clubs de Ligue 2 et Ligue 1, dont le FC Sochaux-Montbéliard qui est le plus intéressé des clubs.

### FC Sochaux-Montbéliard
Le 2 juillet 2014, Toko-Ekambi s'engage au FC Sochaux-Montbéliard pour trois ans et pour la somme d'un million d'euros. Il fait ses débuts sous ses nouvelles couleurs le 2 août suivant, lors d'une défaite un but à zéro face à l'US Orléans. Une semaine plus tard, dès sa première titularisation, Toko-Ekambi marque son premier but avec Sochaux lors d'un match remporté deux buts à zéro face à l'AC Ajaccio. Le 7 novembre, il marque son premier doublé avec le FC Sochaux-Montbéliard, lors d'un match de Ligue 2 face au Gazélec Ajaccio et d'une victoire deux buts à un. Il devient un titulaire indiscutable de l'équipe et enchaîne les buts. Le 20 mars 2015, il marque un nouveau doublé face à LB Châteauroux, victoire trois buts à zéro et récidive deux semaines plus tard, lors d'un match face à l'US Créteil remporté deux buts à un,. Toko-Ekambi réalise donc une première saison brillante, avec 14 buts en 38 matchs de championnat et termine quatrième meilleur buteur du championnat.
Durant l'intersaison, Toko-Ekambi souhaite quitter le club pour jouer au plus haut niveau, mais le club l'en empêche en raison des difficultés en championnat. Toko-Ekambi marque le premier but de sa saison 2015-2016 lors d'un match de Ligue 2, le 14 août, face au Chamois niortais. Le 20 novembre, il qualifie le FC Sochaux-Montbéliard en 16e de finale après un long rush solitaire face à Strasbourg, permettant à son équipe de l'emporter deux buts à un. Au total, il marque onze buts en championnat et termine septième meilleur buteur de Ligue 2.
En deux saisons, il inscrit 25 buts et poursuit sa progression à Angers en Ligue 1.

### Angers SCO
Le 21 juin 2016, il s'engage pour quatre saisons à l'Angers SCO qui évolue en Ligue 1.
Avec le club angevin, le joueur se montre à son avantage, faisant parler sa vitesse et ses qualités de finisseur. Il parvient également à aller jusqu'en finale de la Coupe de france, mais doit s'incliner en finale face au PSG (0-1).
Lors de la saison 2017-2018, il contribue au maintien du SCO d’Angers en Ligue 1 en inscrivant 17 buts en championnat. Le 14 mai 2018, le joueur camerounais reçoit le prix Marc Vivien-Foé, décerné par RFI et France 24 au meilleur joueur africain de Ligue 1. Il devance ainsi Wahbi Khazri et Bertrand Traoré.

### Villarreal CF

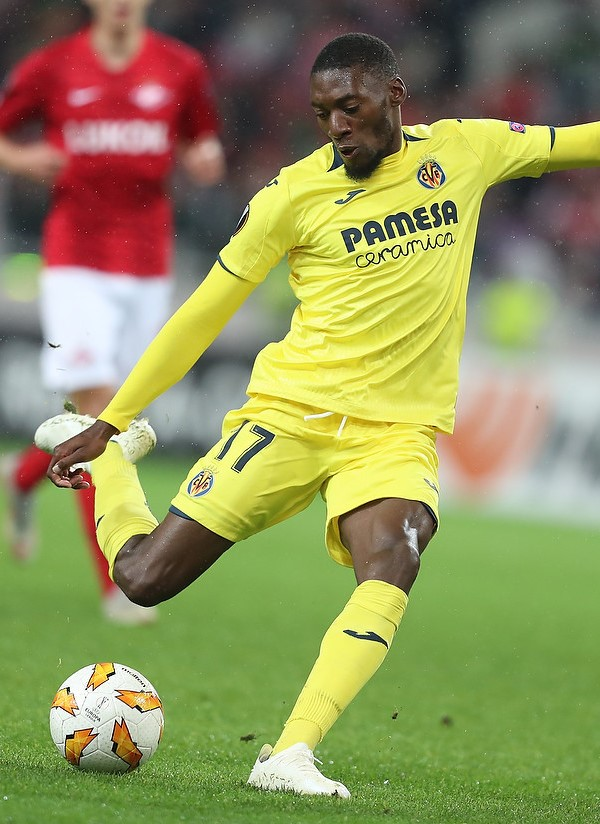
Toko-Ekambi avec Villarreal en 10 2018

Le 7 juin 2018, il s'engage pour cinq ans avec Villarreal, Angers devant toucher tout de son côté près de 20 M€ dans l'opération. Lors de son passage au sein du club espagnol, le joueur marque un total de 24 buts et délivrera 10 offrandes en 62 apparitions.
Le 5 décembre 2018, il s'offre même un quadruplé en seizième de finale de Coupe du roi contre Almería, devenant le premier joueur de Villarreal à réaliser cet exploit depuis le début de l'ère professionnelle en Espagne (1934).
En Liga espagnole, son bilan est de 16 buts, 4 passes décisives en 52 matchs disputés en 18 mois.
En Ligue Europa, il marque 3 buts et est passeur décisif à 5 reprises en 7 matchs lors de la saison 2018/2019.

### Olympique lyonnais
Le 20 janvier 2020, il revient en Ligue 1 en rejoignant l’Olympique lyonnais sous la forme d’un prêt assorti d’une option d’achat obligatoire de 11,5 M€ à l’issue de la saison 2019-2020. Il prend le numéro 21. Dès sa première apparition entre Rhône et Saône le 26 janvier, après être rentré en jeu à la place de Martin Terrier, sorti sur blessure, au cours de la première mi-temps d'une victoire 3-0 contre le Toulouse FC, Toko-Ekambi ouvre son compteur avec Lyon en inscrivant le troisième but avec l'aide du poteau. Lors du match suivant sur la pelouse de l'OGC Nice en Coupe de France, le 30 janvier, il obtient un penalty à la suite d'une faute de Dante à la 93e minute, qui est transformé par Houssem Aouar et scelle la victoire des siens 2 buts à 1, et permet donc la qualification de l'OL en quarts de finale. Le 2 février, toujours contre Nice mais cette fois en Ligue 1, il marque son deuxième but avec l'Olympique lyonnais en égalisant à 1 partout juste avant la mi-temps mais les Lyonnais sont finalement défaits en seconde période sur le score de 2-1.
Le 2 juin 2020, l'Olympique lyonnais lève l'option d'achat assortie au prêt, et Toko-Ekambi s'engage pour quatre saisons en faveur des Gones. Il portera le numéro 7, laissé libre à la suite du départ de Martin Terrier. Au mois de juillet, l'OL s'incline en finale de Coupe de la Ligue aux tirs au but face au Paris Saint-Germain, malgré la tentative réussie par Toko-Ekambi. Par la suite, les Lyonnais disputent la phase à élimination de la Ligue des champions, et se qualifient en quarts de finale en éliminant la Juventus Turin. Au tour suivant face à Manchester City, grand favori de la confrontation, Toko-Ekambi se montre décisif en première période, en se présentant face au gardien des Citizens Ederson, et, même s'il est repris par le tacle d'Eric García, Maxwel Cornet en profite pour ouvrir le score. L'Olympique lyonnais remporte finalement le match 3-1 et se qualifie pour la deuxième demi-finale de Ligue des champions de son histoire. Opposés au Bayern Munich en demi-finales, l'OL domine le début de match, et après avoir manqué une occasion importante par Memphis Depay, Toko-Ekambi échoue sur poteau de Manuel Neuer, et les Bavarois vont par la suite s'imposer 3-0.
Toko-Ekambi et ses coéquipiers débutent ensuite une saison sans Coupe d'Europe pour la première fois depuis 1996. Au mois d'octobre, Toko-Ekambi se met en valeur en inscrivant deux doublés sur le terrain du RC Strasbourg (victoire 3-2) et face à l'AS Monaco (4-1), avec en prime un penalty provoqué face aux Monégasques. Au tournant du mois de décembre, il inscrit un but deux passes décisive face à Reims (3-0) puis deux buts et une passe décisive à Metz la journée suivante. Après une bonne première partie de saison, l'OL est sacré champion d'automne pour la première fois depuis la saison 2008-2009. Toko-Ekambi se montre moins décisif en seconde partie de saison, notamment lors d'une période sans marquer entre février et mai, pour la dernière journée de championnat face à Nice. Lors de ce match, alors que les Lyonnais avaient la possibilité de récupérer la troisième place qualificative pour la Ligue des champions face à une équipe qui n'a plus rien à jouer, ils s'inclinent 3 à 2 après avoir mené deux fois au score grâce à deux buts de Toko-Ekambi. L'OL disputera donc la Ligue Europa la saison prochaine.
À l'intersaison, le Néerlandais Peter Bosz remplace Rudi Garcia, arrivé à la fin de son contrat au poste d'entraîneur. Toko-Ekambi inscrit son premier but de la saison lors de la première journée de Ligue Europa sur la pelouse des Glasgow Rangers (2-0). Ce but, inscrit d'une frappe enroulée de l'extérieur de la surface, est par la suite élu plus beau but de la journée. Lors de la phase de groupes de C3, il se montre particulièrement à son avantage, avec notamment deux doublés face à Brøndby et au Sparta Prague, et termine meilleur buteur de la phase de groupes avec six buts, ex æquo avec le joueur du SC Braga Galeno.

### Stade rennais FC
Après un début de saison compliqué du côté de l'Olympique lyonnais (4 buts en 19 matchs), et à la suite d'une fracture avec les supporters lyonnais, il signe en prêt au Stade rennais FC pour cinq mois sans option d'achat pour pallier la blessure de Martin Terrier.

### Départ en Arabie saoudite
Le 24 août 2023, Toko-Ekambi est transféré par l'Olympique lyonnais à Abha Club, un club saoudien. Le transfert rapporte 1,5 M€ au club français.
Après une saison, il quitte le club mais reste en Arabie saoudite en signant au Al-Ettifaq. Après une saison et demi au club, il est laissé libre.

### Carrière internationale

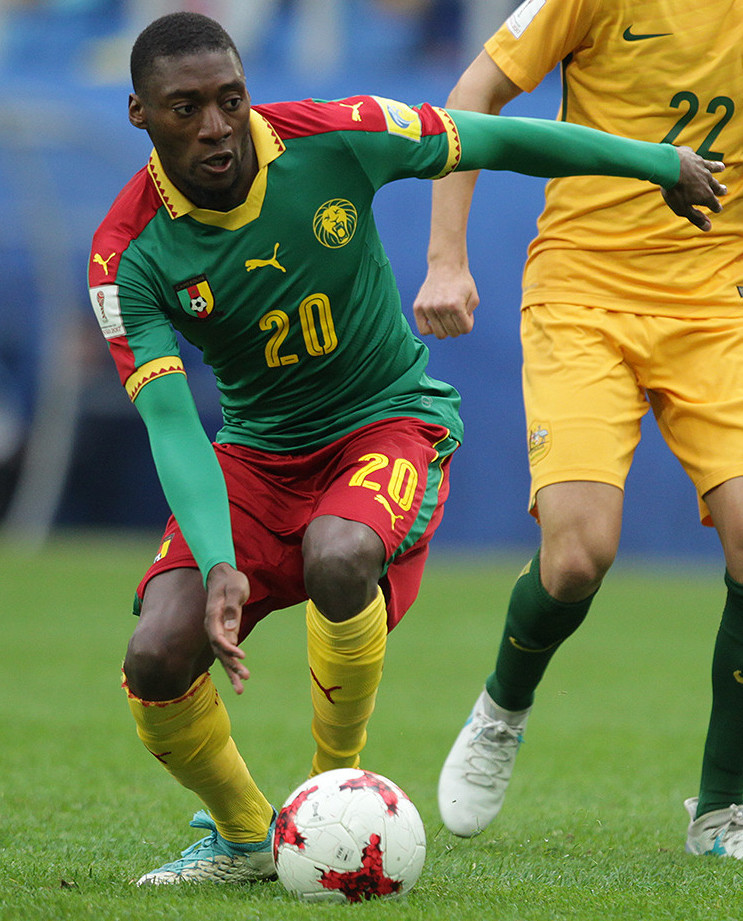
Karl Toko-Ekambi avec la sélection camerounaise lors de la Coupe des confédérations 2017

Karl Toko-Ekambi débute avec le Cameroun le 6 juin 2015 grâce à de bonnes performances en club.
Le sélectionneur allemand Volker Finke convoque donc l'attaquant sochalien, nommé pour le trophée UNFP du meilleur joueur de Ligue 2, pour affronter le Burkina Faso. Toko-Ekambi entre donc en jeu à la 67e minute en remplacement de Junior Mengolo. 20 minutes après son entrée en jeu, il délivre sa première passe décisive sous les couleurs africaines du Cameroun pour Clinton Njie qui marquera un doublé dans les cinq dernières minutes du match. Le Cameroun s'impose 3 buts à 2.
Toko-Ekambi est de nouveau convoqué pour participer à un match contre la République démocratique du Congo le 9 juin 2015 (match nul 1-1).
Le 5 février 2017, il remporte la Coupe d'Afrique des nations 2017 avec les Lions indomptables à l'issue d'une victoire 2-1 face à l'Égypte. Deux ans plus tard, il figure parmi la liste des joueurs convoqués pour disputer la Coupe d'Afrique des nations 2019 en Égypte.
Lors de la Coupe d'Afrique des nations 2021 que le Cameroun joue à domicile, Toko-Ekambi contribue à qualifier son équipe pour les huitièmes de finale, notamment en inscrivant un doublé face à l'Ethiopie.
Le 29 mars 2022, Karl Toko Ekambi marque dans les arrêts de jeu de la deuxième mi-temps des prolongations, en match retour du troisième tour des éliminatoires zone Afrique, le but face à l'Algérie qui permet au Cameroun de s'imposer 2-1 et de se qualifier pour la Coupe du monde 2022 au Qatar.
Le 10 novembre 2022, il est sélectionné par Rigobert Song pour participer à la Coupe du monde 2022.
Le 28 décembre 2023, il est retenu dans la liste des vingt-sept joueurs camerounais sélectionnés pour disputer la Coupe d'Afrique des nations 2023. Le Cameroun est éliminé en huitièmes de finale. À l'issue de cette compétition, Toko-Ekambi annonce mettre un terme à sa carrière internationale. 

## Statistiques détaillées
| Saison                | Club                      | Championnat           | Championnat | Championnat | Championnat | Coupe(s) nationale(s) | Coupe(s) nationale(s) | Coupe(s) nationale(s) | Compétition(s) continentale(s) | Compétition(s) continentale(s) | Compétition(s) continentale(s) | Compétition(s) continentale(s) | Cameroun | Cameroun | Cameroun | Total | Total | Total |
| Saison                | Club                      | Division              | M.          | B.          | P.d.        | M.                    | B.                    | P.d.                  | Comp.                          | M.                             | B.                             | P.d.                           | M.       | B.       | P.d.     | M.    | B.    | P.d.  |
| 2010-2011             | Paris FC                  | National              | 1           | 0           | 0           | 0                     | 0                     | 0                     | -                              | -                              | -                              | -                              | -        | -        | -        | 1     | 0     | 0     |
| 2011-2012             | Paris FC                  | National              | 25          | 3           | 0           | 2                     | 0                     | 0                     | -                              | -                              | -                              | -                              | -        | -        | -        | 27    | 3     | 0     |
| 2012-2013             | Paris FC                  | National              | 13          | 4           | 0           | 0                     | 0                     | 0                     | -                              | -                              | -                              | -                              | -        | -        | -        | 13    | 4     | 0     |
| 2013-2014             | Paris FC                  | National              | 27          | 14          | 0           | 0                     | 0                     | 0                     | -                              | -                              | -                              | -                              | -        | -        | -        | 27    | 14    | 0     |
| Sous-total            | Sous-total                | Sous-total            | 66          | 21          | 0           | 2                     | 0                     | 0                     | -                              | -                              | -                              | -                              | -        | -        | -        | 68    | 21    | 0     |
| 2014-2015             | FC Sochaux-Montbéliard    | Ligue 2               | 38          | 14          | 2           | 2                     | 0                     | 0                     | -                              | -                              | -                              | -                              | 3        | 0        | 0        | 43    | 14    | 2     |
| 2015-2016             | FC Sochaux-Montbéliard    | Ligue 2               | 34          | 11          | 1           | 8                     | 1                     | 0                     | -                              | -                              | -                              | -                              | 2        | 0        | 0        | 44    | 12    | 1     |
| Sous-total            | Sous-total                | Sous-total            | 72          | 25          | 3           | 10                    | 1                     | 0                     | -                              | -                              | -                              | -                              | 5        | 0        | 0        | 87    | 26    | 3     |
| 2016-2017             | Angers SCO                | Ligue 1               | 31          | 7           | 5           | 2                     | 1                     | 0                     | -                              | -                              | -                              | -                              | 12       | 2        | 1        | 45    | 10    | 6     |
| 2017-2018             | Angers SCO                | Ligue 1               | 37          | 17          | 6           | 2                     | 0                     | 0                     | -                              | -                              | -                              | -                              | -        | -        | -        | 39    | 17    | 6     |
| Sous-total            | Sous-total                | Sous-total            | 68          | 24          | 11          | 4                     | 1                     | 0                     | -                              | -                              | -                              | -                              | 12       | 2        | 1        | 84    | 27    | 12    |
| 2018-2019             | Villarreal CF             | LaLiga                | 34          | 10          | 2           | 2                     | 5                     | 0                     | C3                             | 7                              | 3                              | 5                              | 10       | 1        | 1        | 53    | 19    | 8     |
| 2019-2020             | Villarreal CF             | LaLiga                | 18          | 6           | 2           | 1                     | 0                     | 1                     | -                              | -                              | -                              | -                              | 3        | 0        | 0        | 22    | 6     | 3     |
| Sous-total            | Sous-total                | Sous-total            | 52          | 16          | 4           | 3                     | 5                     | 1                     | -                              | 7                              | 3                              | 5                              | 13       | 1        | 1        | 75    | 25    | 11    |
| 2019-2020             | Olympique lyonnais (prêt) | Ligue 1               | 8           | 2           | 1           | 4                     | 0                     | 2                     | C1                             | 4                              | 0                              | 0                              | -        | -        | -        | 16    | 2     | 3     |
| 2020-2021             | Olympique lyonnais        | Ligue 1               | 35          | 14          | 7           | 4                     | 0                     | 0                     | -                              | -                              | -                              | -                              | 4        | 0        | 0        | 43    | 14    | 7     |
| 2021-2022             | Olympique lyonnais        | Ligue 1               | 30          | 12          | 5           | 0                     | 0                     | 0                     | C3                             | 10                             | 6                              | 2                              | 16       | 9        | 0        | 56    | 27    | 7     |
| 2022-2023             | Olympique lyonnais        | Ligue 1               | 19          | 4           | 2           | 0                     | 0                     | 0                     | -                              | -                              | -                              | -                              | 4        | 0        | 0        | 23    | 4     | 2     |
| Sous-total            | Sous-total                | Sous-total            | 92          | 32          | 15          | 8                     | 0                     | 2                     | -                              | 14                             | 6                              | 2                              | 24       | 9        | 0        | 138   | 47    | 19    |
| 2022-2023             | Stade rennais FC (prêt)   | Ligue 1               | 17          | 3           | 2           | -                     | -                     | -                     | C3                             | 2                              | 2                              | 0                              | 1        | 1        | 0        | 20    | 6     | 2     |
| 2023-2024             | Abha Club                 | Saudi Pro League      | 14          | 5           | 0           | 3                     | 2                     | 1                     | -                              | -                              | -                              | -                              | 6        | 1        | 0        | 23    | 8     | 1     |
| 2023-2024             | Al-Ettifaq FC             | Saudi Pro League      | 15          | 6           | 1           | -                     | -                     | -                     | -                              | -                              | -                              | -                              | -        | -        | -        | 15    | 6     | 1     |
| 2024-2025             | Al-Ettifaq FC             | Saudi Pro League      | 24          | 1           | 2           | 2                     | 2                     | 0                     | -                              | -                              | -                              | -                              | -        | -        | -        | 26    | 3     | 2     |
| Sous-total            | Sous-total                | Sous-total            | 39          | 7           | 3           | 2                     | 2                     | 0                     | -                              | -                              | -                              | -                              | -        | -        | -        | 41    | 9     | 3     |
| Total sur la carrière | Total sur la carrière     | Total sur la carrière | 420         | 133         | 38          | 32                    | 11                    | 4                     | -                              | 23                             | 11                             | 7                              | 61       | 14       | 2        | 536   | 169   | 51    |

## Palmarès

### En club
- Angers SCO
  - Finaliste de la Coupe de France en 2017
- Olympique lyonnais
  - Finaliste de la Coupe de la Ligue française en 2020

### En sélection
- Équipe du Cameroun
  - Vainqueur de la Coupe d'Afrique des nations en 2017

### Distinctions individuelles
- Élu dans l'équipe type de Ligue 2 en 2015 (avec le FC Sochaux-Montbéliard)
- Lauréat du Prix Marc-Vivien Foé en 2018 (avec l'Angers SCO)[46]
- Élu joueur du mois de Liga en octobre 2019 (avec le Villarreal CF)[47]
- Élu plus beau but de la 1re journée de Ligue Europa 2021/2022 (avec l'OL contre les Rangers Glasgow)
- Élu Homme du match face à l'Éthiopie lors de la CAN 2021 au Cameroun[48]